# Парксвілл (Пенсільванія)
Парксвілл (англ. Parkville) — переписна місцевість (CDP) в США, в окрузі Йорк штату Пенсільванія. Населення — 8263 особи (2020).

## Географія
Парксвілл розташований за координатами 39°47′9″ пн. ш. 76°58′7″ зх. д. / 39.78583° пн. ш. 76.96861° зх. д. (39.785903, -76.968549).  За даними Бюро перепису населення США в 2010 році переписна місцевість мала площу 7,55 км², уся площа — суходіл.

## Демографія
Згідно з переписом 2010 року, у переписній місцевості мешкало 6706 осіб у 2667 домогосподарствах у складі 1819 родин. Густота населення становила 889 осіб/км².  Було 2809 помешкань (372/км²).
Расовий склад населення:
| - 95,5 % — білих - 0,8 % — чорних або афроамериканців - 0,8 % — азіатів - 0,2 % — корінних американців - 1,2 % — осіб інших рас |

До двох чи більше рас належало 1,4 %. Частка іспаномовних становила 3,0 % від усіх жителів.
За віковим діапазоном населення розподілялося таким чином: 24,0 % — особи молодші 18 років, 63,1 % — особи у віці 18—64 років, 12,9 % — особи у віці 65 років та старші. Медіана віку мешканця становила 36,6 року. На 100 осіб жіночої статі у переписній місцевості припадало 95,9 чоловіків;  на 100 жінок у віці від 18 років та старших — 92,8 чоловіків також старших 18 років.
Середній дохід на одне домашнє господарство  становив 61 814 долари США (медіана — 55 182), а середній дохід на одну сім'ю — 70 731 долар (медіана — 62 917). Медіана доходів становила 48 182 долари для чоловіків та 37 055 доларів для жінок. За межею бідності перебувало 9,4 % осіб, у тому числі 6,6 % дітей у віці до 18 років та 7,1 % осіб у віці 65 років та старших.
Цивільне працевлаштоване населення становило 3474 особи. Основні галузі зайнятості: освіта, охорона здоров'я та соціальна допомога — 19,7 %, виробництво — 19,4 %, роздрібна торгівля — 10,7 %, будівництво — 9,5 %.